# CL-601a
La  CL-601a  (en algunos tramos desclasificada como  SC-SG-29  o  SC-SG-26 ), es una parte de la carretera autonómica CL-601, que pasa por la ciudad de Segovia y el municipio periférico de La Lastrilla.

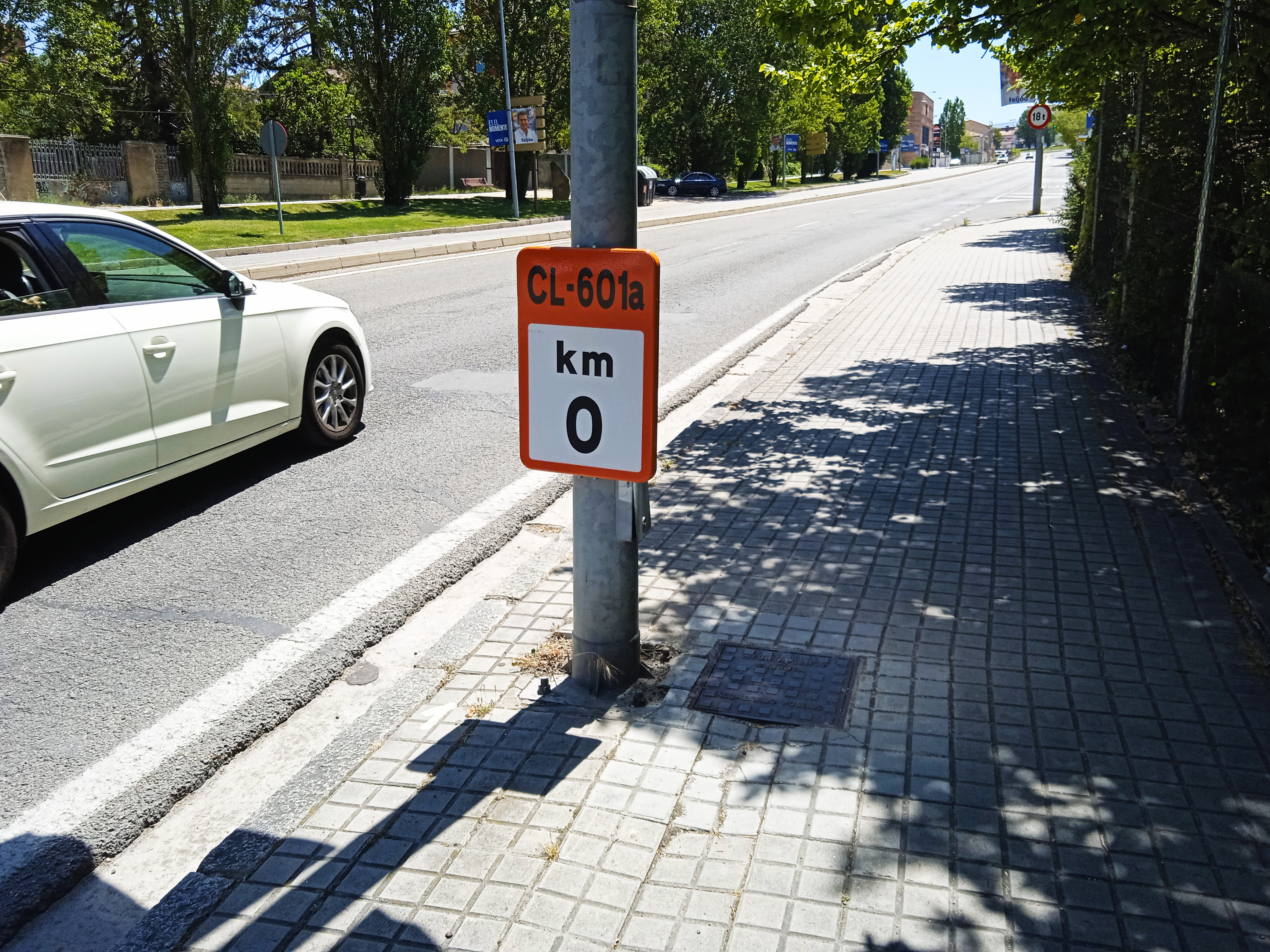
Señalización al inicio de la CL-601a

## Historia
Cuando se construyó la A-601 (Autovía de Pinares) sobre la calzada de la CL-601 entre Valladolid y Segovia se redujo su recorrido a Segovia - Puerto de Navacerrada, pasando a tener su origen en la salida 8 de la SG-20. Como la carretera CL-601 ya no era desde A-601 (La Lastrilla) hasta la SG-20, se le cambió el nombre a CL-601a
En 2022, se le cambió el nombre a  A-601 , haciendo que la CL-601a comience cerca de la Plaza de Toros de Segovia.

## Características
La carretera mide 8,37 km y va desde La Lastrilla hasta la  SG-20 pasando por Segovia y es la parte intermedia entre la autovía A-601 y la carretera CL-601 (o con el cruce de la SG-20)
Tiene cruces con las carreteras N-110 Soria; SG-V-6123 San Cristóbal, Trescasas y SG-V-6122 Palazuelos

## Recorrido
| Carretera secundaria A-601 ( A-601 - Plaza de toros )                                                                   | Carretera secundaria A-601 ( A-601 - Plaza de toros ) | Carretera secundaria A-601 ( A-601 - Plaza de toros )                         | Carretera secundaria A-601 ( A-601 - Plaza de toros ) | Carretera secundaria A-601 ( A-601 - Plaza de toros ) | Carretera secundaria A-601 ( A-601 - Plaza de toros ) |
| Señalización | Esquema                                               | Nombre de la salida                                                           | Carretera que enlaza                                  | Salidas                                               | Carriles                                              |
| --- | ----------------------------------------------------- | ----------------------------------------------------------------------------- | ----------------------------------------------------- | ----------------------------------------------------- | ----------------------------------------------------- |
| |                                                       | Valladolid, Cuéllar                                                           | A-601                                                 | 1                                                     |                                                       |
| Ávila, Madrid, Soria | SG-20                                                 |                                                                               |                                                       | 1                                                     |                                                       |
| Bernuy de Porreros, Mata de Quintanar                                                                                   | SG-V-2226                                             |                                                                               |                                                       | 1                                                     |                                                       |
| |                                                       | LA LASTRILLA                                                                  |                                                       |                                                       |                                                       |
| |                                                       | Zona industrial                                                               | Camino Valseca                                        | Camino Valseca                                        |                                                       |
| Camino de servicio | Camino                                                | Camino                                                                        |                                                       |                                                       |                                                       |
| | La Lastrilla                                          | Calle hacia Camino Valseca                                                    | Calle hacia Camino Valseca                            |                                                       |                                                       |
| Cementerio, Vivero | Camino                                                | Camino                                                                        |                                                       |                                                       |                                                       |
| |                                                       |                                                                               |                                                       |                                                       |                                                       |
| |                                                       |                                                                               |                                                       |                                                       |                                                       |
| |                                                       | Calle Leopoldo Moreno                                                         | Calle Leopoldo Moreno .                               | Calle Leopoldo Moreno .                               |                                                       |
| El Sotillo | Camino San Cristóbal                                  | Camino San Cristóbal                                                          |                                                       |                                                       |                                                       |
| |                                                       | (x2)                                                                          |                                                       |                                                       |                                                       |
| |                                                       | La Lastrilla, Área de servicio                                                | Camino San Vicente .                                  | Camino San Vicente .                                  |                                                       |
| Parador | Camino Parador                                        | Camino Parador                                                                |                                                       |                                                       |                                                       |
| |                                                       |                                                                               |                                                       |                                                       |                                                       |
| | LA LASTRILLA                                          |                                                                               |                                                       |                                                       |                                                       |
| | SEGOVIA                                               |                                                                               |                                                       |                                                       |                                                       |
| .. | Área de descanso (dir. Segovia)                       | Parking Mirador                                                               | Parking Mirador                                       |                                                       |                                                       |
| |                                                       | Cambio de sentido                                                             |                                                       |                                                       |                                                       |
| |                                                       |                                                                               |                                                       |                                                       |                                                       |
| | ..                                                    | Residencia de Mayores (dir. Valladolid)                                       | Residencia de Mayores (dir. Valladolid)               | Residencia de Mayores (dir. Valladolid)               |                                                       |
| |                                                       | Calle del Terminillo .                                                        |                                                       |                                                       |                                                       |
| Calle Camino de los Arenales                                                                                            |                                                       |                                                                               |                                                       |                                                       |                                                       |
| |                                                       |                                                                               |                                                       |                                                       |                                                       |
| |                                                       | Torrecaballeros, Soria SG-20 Todas direcciones                                | N-110                                                 | 2                                                     |                                                       |
| |                                                       |                                                                               |                                                       |                                                       |                                                       |
| |                                                       |                                                                               |                                                       |                                                       |                                                       |
| | Río Ciguiñuela                                        |                                                                               |                                                       |                                                       |                                                       |
| |                                                       | San Cristóbal, Trescasas                                                      | SG-V-6123                                             | 3                                                     |                                                       |
| | Calle de las Nieves                                   |                                                                               |                                                       |                                                       |                                                       |
| |                                                       |                                                                               |                                                       |                                                       |                                                       |
| |                                                       | Calle Cuéllar                                                                 |                                                       |                                                       |                                                       |
| |                                                       |                                                                               |                                                       |                                                       |                                                       |
| |                                                       |                                                                               |                                                       |                                                       |                                                       |
| | Calle Anselmo Carretero                               |                                                                               |                                                       |                                                       |                                                       |
| | Calle de Riaza Calle del Laúd                         |                                                                               |                                                       |                                                       |                                                       |
| |                                                       | Río Eresma                                                                    |                                                       |                                                       |                                                       |
| |                                                       |                                                                               |                                                       |                                                       |                                                       |
| |                                                       | Entrada Prohibida.                                                            | Calle de los Vargas                                   | Calle de los Vargas                                   |                                                       |
| Centro de recepción de visitantes acueducto, Ruta panorámica muralla norte , Casa de la Moneda , Plaza de San Lorenzo . | Avenida Vía Roma                                      | Avenida Vía Roma                                                              |                                                       |                                                       |                                                       |
| Calle sin salida | Calle la Presa                                        | Calle la Presa                                                                |                                                       |                                                       |                                                       |
| |                                                       |                                                                               |                                                       |                                                       |                                                       |
| (→ Valladolid) |                                                       | Calle de Santa Catalina                                                       | Calle de Santa Catalina                               | Calle de Santa Catalina                               |                                                       |
| |                                                       | (x2)                                                                          |                                                       |                                                       |                                                       |
| |                                                       |                                                                               |                                                       |                                                       |                                                       |
| |                                                       |                                                                               |                                                       |                                                       |                                                       |
| |                                                       | Centro de recepción de visitantes acueducto                                   | Avenida Padre Claret                                  | Avenida Padre Claret                                  |                                                       |
| Barrio del Salvador | Calle Soldado Español                                 | Calle Soldado Español                                                         |                                                       |                                                       |                                                       |
| Barrio de la Albuera , Cementerio                                                                                       | Calle los bomberos                                    | Calle los bomberos                                                            |                                                       |                                                       |                                                       |
| |                                                       |                                                                               |                                                       |                                                       |                                                       |
| | Calle Batanes                                         |                                                                               |                                                       |                                                       |                                                       |
| |                                                       |                                                                               |                                                       |                                                       |                                                       |
| |                                                       | Calle los Cañuelos                                                            |                                                       |                                                       |                                                       |
| |                                                       |                                                                               |                                                       |                                                       |                                                       |
| | Inicio del Acueducto de Segovia                       | (En el cruce)                                                                 | (En el cruce)                                         |                                                       |                                                       |
| San Antonio El Real , Campus de Segovia .                                                                               | Calle Coronel Rexach                                  | Calle Coronel Rexach                                                          |                                                       |                                                       |                                                       |
| Cementerio. | Calle del Prado                                       | Calle del Prado                                                               |                                                       |                                                       |                                                       |
| |                                                       |                                                                               |                                                       |                                                       |                                                       |
| |                                                       | Barrio San José , Casco Histórico , Apartamentos, Parking, Todas direcciones. | Avenida Juan Carlos I                                 | Avenida Juan Carlos I                                 |                                                       |
| Barrio de la Albuera | Calle de Juana Jugan                                  | Calle de Juana Jugan                                                          |                                                       |                                                       |                                                       |

| Carretera CL-601a ( Plaza de toros - SG-20 ) | Carretera CL-601a ( Plaza de toros - SG-20 )          | Carretera CL-601a ( Plaza de toros - SG-20 )                 | Carretera CL-601a ( Plaza de toros - SG-20 )          | Carretera CL-601a ( Plaza de toros - SG-20 ) | Carretera CL-601a ( Plaza de toros - SG-20 ) |
| Señalización                                 | Esquema                                               | Nombre de la salida                                          | Carretera que enlaza                                  | Salidas                                      | Carriles                                     |
| -------------------------------------------- | ----------------------------------------------------- | ------------------------------------------------------------ | ----------------------------------------------------- | -------------------------------------------- | -------------------------------------------- |
|                                              | ..                                                    | Parking Plaza de Toros , Área de servicio para autocaravanas | Calle Campo Azalvaro                                  | Calle Campo Azalvaro                         |                                              |
| ..                                           | Calle de los Tercios Segovianos (Por vía de servicio) | Calle de los Tercios Segovianos (Por vía de servicio)        | Calle de los Tercios Segovianos (Por vía de servicio) |                                              |                                              |
|                                              |                                                       |                                                              |                                                       |                                              |                                              |
|                                              | ..                                                    | Gasolinera (Por vía de servicio)                             | Gasolinera (Por vía de servicio)                      | Gasolinera (Por vía de servicio)             |                                              |
| ..                                           | Barrio de la Albuera                                  | Calle Pascual Marín                                          | Calle Pascual Marín                                   |                                              |                                              |
|                                              | Calle Pinar de Valsaín                                |                                                              |                                                       |                                              |                                              |
|                                              |                                                       | Barrio San José                                              | Calle Valdevilla                                      | 4                                            |                                              |
| Biblioteca pública de Segovia                | C. del Sexmo de Casarrubios                           |                                                              |                                                       | 4                                            |                                              |
| Palazuelos                                   | SG-V-6122                                             |                                                              |                                                       | 4                                            |                                              |
| Entrada prohibida                            | Calle los Cañuelos                                    |                                                              |                                                       | 4                                            |                                              |
|                                              |                                                       |                                                              |                                                       |                                              |                                              |
|                                              |                                                       |                                                              |                                                       |                                              |                                              |
|                                              |                                                       | AP-61 N-603 Puerto de Guadarrama , Barrio de Nueva Segovia   | Avenida Gerardo Diego                                 | 5                                            |                                              |
|                                              | ..                                                    | Barrio de Nueva Segovia                                      | Calle Arcipreste de Hita                              | Calle Arcipreste de Hita                     |                                              |
|                                              |                                                       |                                                              |                                                       |                                              |                                              |
|                                              | ..                                                    | Barrio de Nueva Segovia                                      | Calle Quevedo                                         | Calle Quevedo                                |                                              |
| ..                                           | Camping El Acueducto, Restaurante ZIBÁ                |                                                              |                                                       |                                              |                                              |
|                                              |                                                       | Barrio de Nueva Segovia                                      | Avenida Vicente Aleixandre                            | Avenida Vicente Aleixandre                   |                                              |
|                                              |                                                       | SEGOVIA                                                      |                                                       |                                              |                                              |
|                                              |                                                       | La Granja, Madrid                                            | CL-601                                                | 6                                            |                                              |
| Valladolid, Soria                            | SG-20 A-601 N-110                                     |                                                              |                                                       | 6                                            |                                              |
| Madrid, Ávila                                | SG-20 AP-61 N-110                                     |                                                              |                                                       | 6                                            |                                              |
| Palazuelos de Eresma                         | Hacia SG-V-6122                                       |                                                              |                                                       | 6                                            |                                              |